# Кувала зозуля
«Кувала зозуля» (англ. The Cuckoo's Calling) — детективний роман Джоан Роулінг, що вийшов у квітні 2013 року під псевдонімом Роберт Ґалбрейт (англ. Robert Galbraith). Авторство Роулінг стало відомим 14 липня, через три місяці після виходу книги.

## Сюжет
Приватний детектив, ветеран війни Корморан Страйк (англ. Cormoran Strike), розслідує загадкову смерть моделі Лули Лендрі (англ. Lula Landry), яка впала з балкона. Всі вважають, що Лула покінчила життя самогубством, але її брат сумнівається в цьому і наймає Страйка, щоб розібратися в ситуації. Проте Страйк скептично ставиться до справи. Дізнавшись про очевидність самогубства Лули та широке висвітлення справи у ЗМІ, він спочатку не хоче братися за його розслідування. Однак приватне розслідування — це єдина можливість для Страйка трохи підзаробити та піднятися на ноги, і він береться за цю справу. У цьому йому допомагає секретарка Робін Еллакотт  (англ. Robin Ellacott).
Під час розслідування Страйк знайомиться з охоронцем Лули, її друзями, особистим водієм та дизайнером. Кожен із підозрюваних розповідає свою історію, і Страйк починає розуміти, що обставини смерті Лули не такі однозначні, як він припускав. Особливу цікавість у детектива викликають дядько Лули Тоні Лендрі, її бездомна подруга Рошель та її бойфренд Еван Даффілд (англ. Evan Duffield). Проте найбільше Страйк виявляється заінтригованим заявою сусідки Лули, Тензі Бестіги, яка розповідає, що Лулу зіштовхнув із балкона якийсь чоловік. Але справжнім убивцею дівчини виявляється той, хто від початку знав, що ця смерть була самогубством.

## Персонажі
- Корморан Страйк - приватний детектив . У нього мало клієнтів, великий борг, і через недавній розрив відносин він змушений ночувати у своєму кабінеті на Денмарк-стріт. Він втратив ногу в афганській війні.
- Робін Еллакотт - тимчасовий секретар Страйку. Вона нещодавно переїхала з Йоркшира зі своїм хлопцем і побралася за ніч до початку роману. Вона захоплена детективною роботою, дуже розумна, компетентна та кмітлива. З розвитком сюжету вона розкриває ряд дивовижних талантів.
- Лула Лендрі (Лула Брістоу), модель, що загинула при падінні за три місяці до подій роману. Мета розслідування Страйка – з'ясувати, як помер Лула.
- Джон Брістоу - клієнт Страйка і прийомний брат Лули.
- Чарлі Брістоу - брат Джона Брістоу і друг дитинства Страйка. Чарлі помер, коли він упав у кар'єр,  йому було близько дев'яти чи десяти років. Чарлі був приблизно на шість років старший за Лулу Лендрі (Бристоу).
- Елісон Крессвелл зустрічається з Джоном Брістоу. Вона працює секретарем у Тоні Лендрі та Кіпріана Мея в їхній юридичній практиці.
- Тоні Лендрі - дядько Лули та Джона по материнській лінії. Він не схвалював життя Лули і в першу чергу заперечував проти усиновлення Лули. У нього складні стосунки із сестрою.
- Леді Іветт Брістоу - прийомна мати Лули та Джона. Вона невиліковно хвора, під час подій роману і її стосунки з Лулою були натягнутими.
- Сер Алек Брістоу - покійний чоловік леді Брістоу. Він заснував власну компанію із виробництва електроніки Albris. Сер Алек був безплідним і не міг мати своїх дітей. Він та леді Брістоу усиновили трьох дітей: Джона, Чарлі та Лулу Брістоу. Лулу всиновили, коли їй було чотири роки, невдовзі після смерті Чарлі. Сер Алек раптово помер від серцевого нападу.
- Кіпріан Мей - старший партнер юридичної фірми, в якій працює Джон Брістоу.
- Урсула Мей (Чіллінгем) - сестра Тенсі Бестігі і дружина Кіпріана Мея.

## Передумови
Упродовж кількох років Роулінг часто говорила, що хоче написати детективний роман. 2007 року під час Единбурзького книжкового фестивалю шотландський письменник Йен Ренкін (англ. Ian Rankin) сказав журналу The Sunday Times, що його дружина Міранда бачила, як письменниця працювала над детективним романом у кав'ярні. Пізніше він відмовився від своїх слів, заявивши, що пожартував. У лютому 2012 року The Guardian помістив припущення, що наступною книгою Роулінг буде детективний роман.

## Публікація
Джоан Роулінг, бажаючи зберегти анонімність, надсилала рукопис книги видавцям анонімно, і принаймні одне видавництво — Orion Publishing — відповіло відмовою на публікацію. Директор видавництва Orion Publishing Кейт Міллз зізналася, що роман видався їй «добре написаним, але якимось тихим». Зрештою, книгу було випущено видавництвом «Sphere Books», імпринтом видавничого дому «Little, Brown and Company», який у 2012 році випустив попередню книгу Роулінг «Несподівана вакансія». За інформацією видавництва, Роберт Ґалбрейт працював на посаді слідчого спецрозслідувань Королівської військової поліції, а 2003 року звільнився і перейшов працювати до цивільної служби безпеки .

### Розкриття авторства
Про справжнє авторство книги в журналі The Sunday Times вийшла стаття, опублікована 14 липня 2013. Працівники журналу звернули увагу на те, як недосвідчений письменник майстерно та впевнено написав свій перший роман. Крім того, їх здивував детальний опис чоловіком жіночого гардеробу. Видання також звернулося до лінгвістичної експертизи, яка виявила схожість між текстом книг «Кувала зозуля» і «Несподівана вакансія» та «Гаррі Поттер і смертельні реліквії». Утім, згодом представники The Sunday Times повідомили, що інформація про справжнього автора книги до них надійшла через одного з їхніх партнерів Кріса Ґосседжа, який натякнув про авторство Роулінг подрузі своєї дружини Джудіт Каллеґарі, яка, у свою чергу, повідомила цю інформацію редакції газети в Twitter. Компанія вибачилася за оприлюднення цієї інформації.
Після розкриття свого авторства Джоан Роулінг сказала, що «бути Робертом Ґалбрейтом було досвідом звільнення… Це було чудово публікувати без обману і дуже приємно отримувати відгуки під іншим іменем».

### Походження псевдоніма
У відповідь на запитання, чому Роулінг вибрала саме такий псевдонім, вона відповіла, що ім'я Роберт було взято у Роберта Кеннеді, який є її взірцем героїзму, а прізвище вибрано тому, що ще в дитинстві вона мріяла зватися Еллою Ґалбрейт.

## Продаж і сприйняття книги
До того, як було відкрито авторство Джоан Роулінг, від квітня 2013 року було продано 1500 паперових примірників книги та 7000 електронних копій і аудіокниг. Книга піднялася з 4709 місця на перше у рейтингу продажів сайту Amazon.com, коли стало відомо про її справжнього автора, а продажі зросли на 156 866 % за один день. Ціна підписаних копій першого видання станом на серпень 2013 року сягала 4000-6000 доларів.
Роман «Кувала зозуля» здобув різні відгуки критиків. Журнал Publishers Weekly високо оцінив книгу ще до того, як розкрилася інформація про авторство. Позитивними уже після «викриття» автора були відгуки The New York Times,The Huffington Post і Hindustan Times. Джейк Керрідж із The Daily Telegraph присвоїв роману чотири зірки із п'яти, відзначивши, що «…[у роману] є можливості для поліпшення, але він свіжий та смішний»; газета London Evening Standard дала змішану рецензію, вказавши як переваги сатиричний тон та класичний сюжет роману, але розкритикувавши «надзвичайно незграбний надміру описовий стиль, який Роулінг так часто використовує». Повністю розкритикувала книгу мережа радіостанцій National Public Radio. На інтернет-порталі Goodreads «Кувала зозуля» станом на 14 серпня 2013 мав оцінку 4.04 (при максимальній 5) на основі 9 508 голосів користувачів сайту. Представник книжкової мережі Waterstones вважає, що події довкола роману є «найкращим актом літературної містифікації, відтоді як виявилося, що в 1980-х Стівен Кінг писав під псевдонімом Річард Бахман».

## Продовження
Роулінг підтвердила в заяві, опублікованій на її сайті, що вона «цілком має намір продовжувати писати серію» і робитиме це під псевдонімом. 19 червня 2014 року вийшов роман «Шовкопряд» (англ. Silkworm), за сюжетом якого детектив Корморан Страйк розслідує смерть письменника Овена Квайна (англ. Owen Quine).
Восени 2015 року вийшла третя книжка із серії під назвою «Кар'єра лиходія» (англ. Career of Evil).

## Український переклад
Українською книгу переклали у видавництві КМ-Букс. Вихід книги планується до кінця 2018 року.